# Лаура Черета
Лаура Черета (італ. Laura Cereta, 1469—1499) — італійська письменниця-феміністка, лекторка, одна з великих гуманісток Італії XV століття. Першою зробила жіночу дружбу та проблеми жінок центральною темою своїх творів. Відстоювала концепцію освіченої жінки, засуджувала насильство в родині, досліджувала історію жінок Європи, свідчила життя сучасниць. Була відома листуванням з інтелектуалами свого часу.

## Життєпис
Народилася у вересні 1469 року у багатій та високопоставленій сім'ї юриста і магістрата короля Сильвестро Черета та Вероніки ді Лено, відомої підприємиці, старшою з шести дітей. У дитинстві часто хворіла, страждала на безсоння. Батьки, які вірили у необхідність освіти, відправили семирічну Лауру до монастиря для навчання. Там вона вчилася читати та писати, вивчала релігію та латину під керівництвом черниці. Ця монахиня, яка виступала як вчителька і наставниця, справила величезний вплив на Лауру, навчаючи її використовувати для занять час, коли всі ще сплять; малювати картинки голкою (Лаура практикувалася днями та ночами). Після двох років навчання батько відкликав Лауру додому, доглядати молодших братів і сестер. Але Лаура повернулася назад, продовжити навчання. Коли їй виповнилося 12, батько знову перервав її навчання, щоб вона взяла на себе роботу по господарству. Крім іншого, вона мала контролювати навчання свого брата і працювати секретаркою батька. У цей час Черета виявила величезний інтерес до математики, астрології, агрономії та етики.
У 1484 році у віці 15 років Лаура вимушено вступила в шлюб з торговцем з Відня, який теж цікавився науками. Розбіжності та проблеми цього шлюбу породили гуманістичну рефлексію Черети над проблемами шлюбу та стосунків, викладену в її літературному спадку. Через 18 місяців після весілля чоловік захворів чумою і помер. Це був її останній і бездітний шлюб.
Лаура Черета померла у 30 років за невідомих обставин. На її честь влаштували публічні похорони та гуляння, що було незвичайно для жінок того часу.

## Діяльність

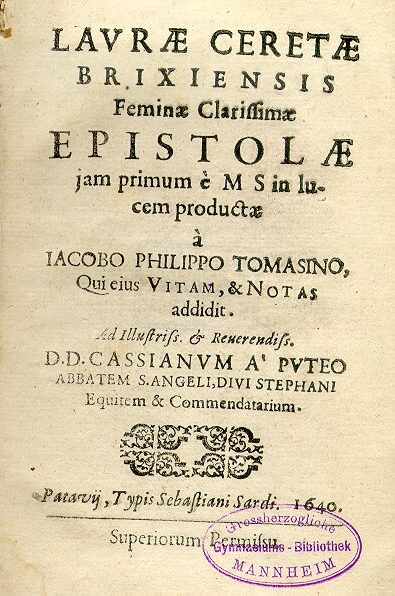
Титульна сторінка Laurae Ceretae epistolae

Черета багато міркувала на тему ідеального шлюбу. У своїх листах вона описувала ідеальний шлюб як партнерство, взаємоповагу, чесність і любов, чітко відділяючи шлюб від дружби і не змішуючи ці поняття.
Як і багато гуманісток свого часу, Лаура стала відома ще в ранньому віці, однак, на відміну від інших, не покинула освіту та літературу після одруження. Через два роки по смерті чоловіка Черета знову зайнялася літературною роботою, звернувшись до гуманізму, основною причиною захоплення яким називала бажання ділитися знаннями з людьми. Вона продовжила писати листи близькому колу друзів та сім'ї, аналізуючи особисті проблеми, такі як її складнощі у стосунках з матір'ю та покійним чоловіком, із самоаналізом в руслі тогочасного гуманізму. Її листи містять і свідчення про життя її сучасниць.
Черета захищала концепцію освіченої жінки та засуджувала насильство у сім'ї. Крім того, у публічних лекціях та есеях Черета досліджувала історію та внесок жінок в інтелектуальне та політичне життя Європи. Протягом усього життя Черету, попри визнання її заслуг та талантів суспільством, критикували. Головні звинувачення полягали в тому, що жінка не повинна бути освіченою, і всі роботи Черети насправді написав її батько. На такі заяви Черета відповідала досить жорстко.
В 1488 Черета зібрала 82 своїх листів у книгу, проте, попри поширеність її робіт в Італії, книга лишалася неопублікованою аж до XVII століття. Збірка у вигляді рукопису передавалася серед гуманістів Верони, Венеції та Брешії.
Твори останніх років життя Лаури Черети не збереглося. Її пам'ятають як велику гуманістку, яка заклала основу для багатьох феміністських та гуманістичних праць після епохи Відродження.